# محمد سعيد فضل الله
هو السيد محمد سعيد فضل الله ابن السيد نجيب الدين ابن السيد محيي الدين ابن السيد نصر الله ابن السيد محمد فضل الله الحسيني العاملي العيناثي (1316 هـ ـ 1374 هـ)، عالم كبير وفقيه متضلع، ومجتهد محقق أصولي، له تحقيقات واسعة في حقلي الفقه والأصول، تتسم بالعمق والدقة.

## ولادته ونشأته
ولد في بلدة عيناتا في جبل عامل وذلك عام 1316 هـ وقرأ بعض المقدمات على اساتذة المدرسة التي انشاها والده في عيناتا. توفي والده عام 1335 هـ فأقفلت مدرسة عيناتا فعزم على السفر إلى النجف لمتابعة دراسته.

## في النجف
هاجر في العام 1337 هـ إلى النجف، وحضر على جملة من الأساتذة منهم:
- الميرزا محمد حسين النائيني
- الميرزا فتاح التبريزي
- السيد أبو الحسن الموسوي الأصفهاني
- السيد عبد الهادي الشيرازي: وقد لازمه واختص به
- الشيخ ضياء الدين العراقي

استقر في النجف دارسا ومدرسا حتى بلغ درجة سامية وحاز قسطاً وافراً، وقد عرف بالتقوى والورع والبعد عن زخارف الدنيا والعزلة عن الناس والمجتمع وكان قليل الكلام.

## زهده
كان هو وأخوه السيد عبد الرؤوف فضل الله، يسكنان في دار صغيرة متداعية، وكان لا يخرج من البيت إلاّ لزيارة الروضة الحيدرية المقدسة. استوطن النجف وأقام فيها إلى أن توفي. وقد أشار السيد محسن الأمين على مقلديه بالرجوع إليه في التقليد بعد وفاته

## مؤلفاته
له جملة من المؤلفات ومنها:
- ديوان شعر.
- كتابات ورسائل في الفقه والأصول.

## وفاته
توفي في 8 جمادى الثانية 1374 هـ ودفن في جوار العتبة العلوية المقدسة.

## وصلات خارجية
رسالة من السيد محمد سعيد فضل الله إلى الحاج احمد الخنساء البعلبكي متحدثا عن السيد عبد الهادي الشيرازي